# Точкова картограма

Точкова картограма: геокодовані статті україномовного розділу Вікіпедії на території Європи станом на 2012 рік.

Точкова картограма — вид картограм, де рівень обраного явища відображений точками. Кожна точка відповідає одній одиниці сукупності або деякої їхньої кількості, та зображує на географічній карті щільність або частоту появи певної ознаки.